# 스튜어트 하이웨이

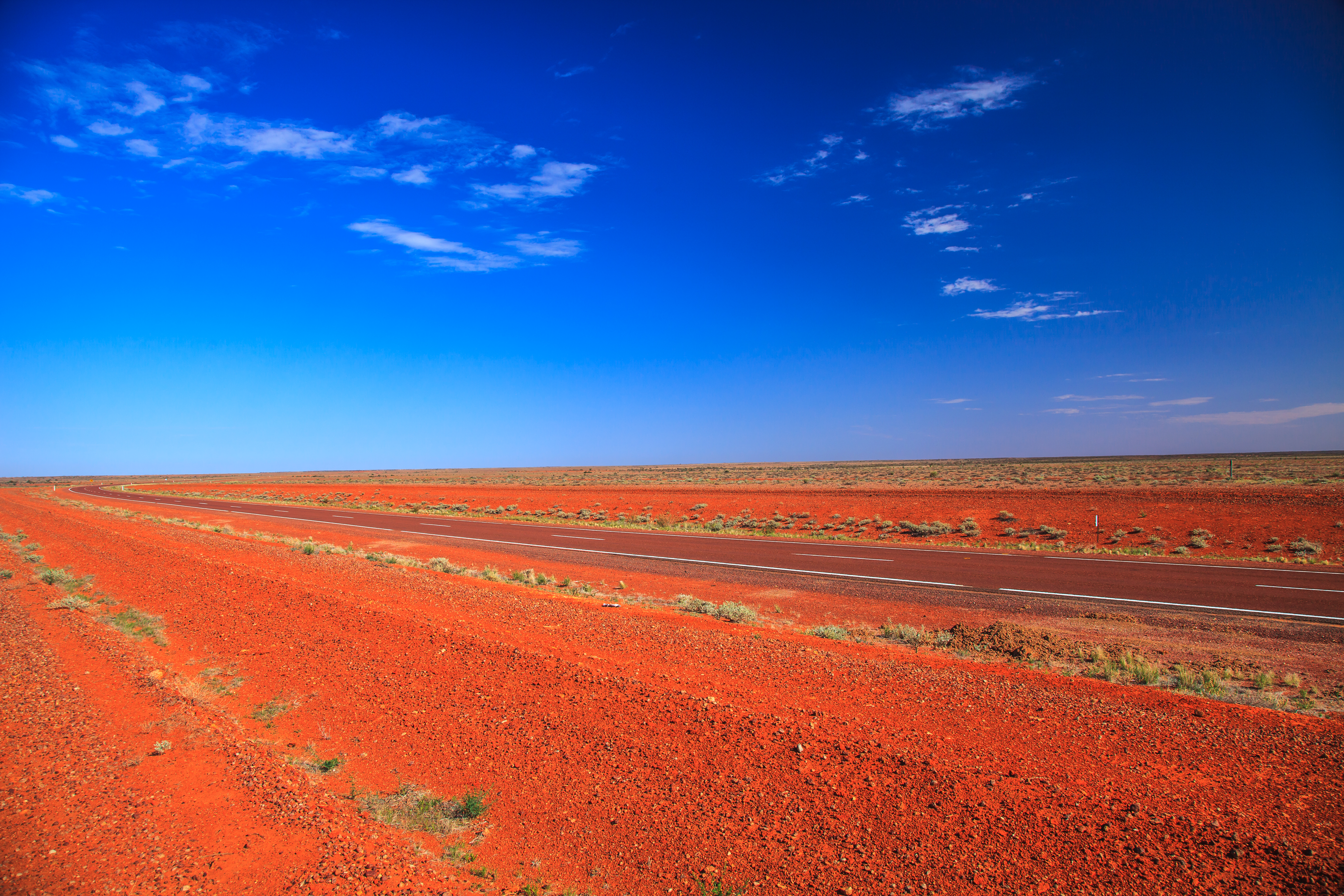

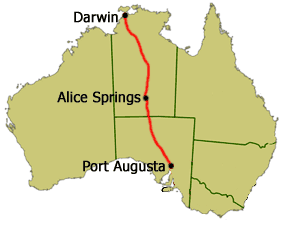
스튜어트 하이웨이가 빨간색으로 강조 표시된 호주 본토 지도

스튜어트 하이웨이(Stuart Highway)는 오스트레일리아의 주요 고속도로이다. 노던 준주의 다윈 (노던 준주)에서 테넌트 크릭과 앨리스스프링스를 거쳐 사우스오스트레일리아주의 포트오거스타까지 이어진다. 거리는 2,720km(1,690마일)이다. 북쪽과 남쪽 끝은 오스트레일리아 1번 고속도로의 일부이다. 오스트레일리아 본토의 중앙 내부를 통과하는 주요 남북 경로인 이 고속도로는 흔히 간단히 "트랙"(The Track)이라고 불린다.
이 고속도로의 이름은 오스트레일리아를 남쪽에서 북쪽으로 횡단한 최초의 유럽인인 스코틀랜드 탐험가 존 맥두올 스튜어트(John McDouall Stuart)의 이름을 따서 명명되었다. 이 고속도로는 스튜어트가 택한 경로와 비슷하다.